# 克列斯特河
克列斯特河（俄语：Река Кресты）是萨哈林州特莫夫斯科耶区的河流，长36公里，流域面积177平方公里，在距河口282公里处注入波罗奈河。

## 引用
1. ↑  М·Г·瓦西科夫斯基. . 列宁格勒: 气象出版社. 1973 （俄语）.
2. ↑  . Verumwiki.   [2024-01-03]. （原始内容存档于2024-01-03） （俄语）.